# Кихада Уриас, Альфонсо
Альфонсо Кихада Уриас (исп. Alfonso Quijada Urías, род. 8 декабря 1940, Кесальтепеке, Сальвадор) — сальвадорский поэт.

## Биография
В 1981 году он переехал в Никарагуа, а затем в Мексику, где работал журналистом. Сейчас он живёт в Канаде, наведываясь регулярно в родной Кесальтепеке. Автор сборника «Великий метод» (1972).

## Сочинения
- Poemas (San Salvador, 1967)
- Sagradas escrituras (1969)
- El otro infierno (1970)
- Los estados sobrenaturales y otros poemas (San Salvador, 1971)
- La esfera imaginaria (Vancouver, 1997)
- Es cara musa (San Salvador, 1997)
- Toda razón dispersa (San Salvador, 1998)
- Fragmentos del azar (2011)3
- Todos los rumores del mundo (Editorial Flor de Barro, 2015)